# いやし・もてなし神山街道

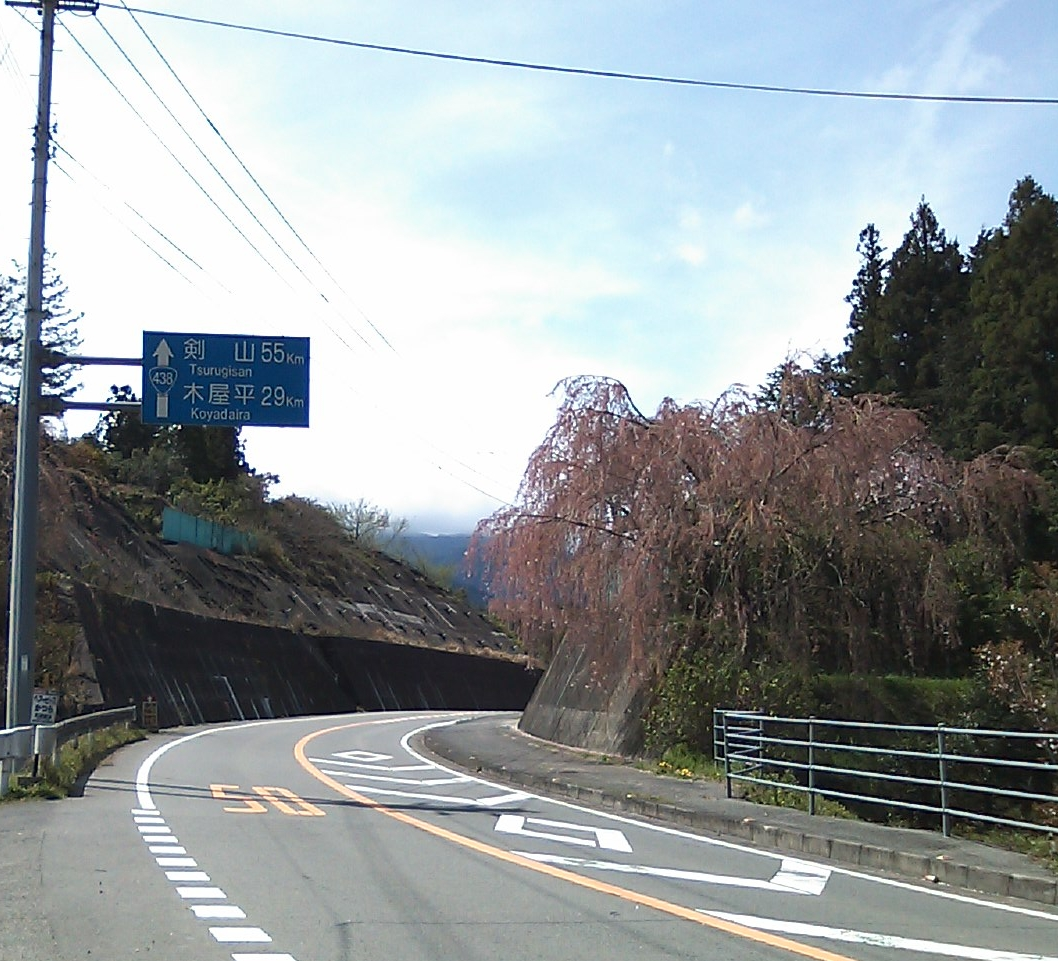
神山町国道438号沿線

いやし・もてなし神山街道（いやし・もてなしかみやまかいどう）は、徳島県神山町にある日本風景街道のひとつで、この場合の街道とは特定の道を指す物ではなく、その地域ならではの自然・文化を活かし、景観の向上・地域活性化・観光振興などを行うとりくみのこと。自然を敬い自然と共に生き、やさしく快適な町づくりのため、「道の担う役割の復古再生」「地域の資産の活用」「新たな価値の創造」を目的とする。

## 概要
いやし・もてなし神山街道は、2007年（平成19年）11月、国土交通省の日本風景街道に登録されたもので、2015年現在、四国に15ある風景街道のひとつ。国道438号・国道193号・徳島県道20号線・徳島県道21号線を中心とした神山町全体。みどころは、シダレザクラなどの自然景観。

## 沿道の見所
- さくら街道
  - 神山しだれさくらと名づけられたシダレサクラが、国道438号などの沿線で楽しめる。
- 小野さくら野舞台定期公演
  - 小野さくら野舞台保存会の主催で2007年10月国民文化祭を機に増改築され、毎年4月第2日曜日に公演を実施。
- 剣山スーパー林道紅葉
  - 徳島県上勝町角屋橋を起点として計画、開設され標高が600～1000mの山岳道路のため、紅葉の名所となっている。
- 大久保の里いちょう

## 沿道の行事
- 明王寺　しだれ桜祭り
- 鬼籠野さくら祭り
- 神山温泉まつり
  - 神山温泉まつり実行委員会の主催で毎年5月下旬の日曜日に開催される。
- 鬼籠野　灯りのオブジェ

## 活動主体
- いやし・もてなし神山街道会議（地元住民・観光協会・ボランティア団体・徳島県・神山町等）[1]。

## エリア内の道の駅
- 道の駅温泉の里神山